# شرنگه
شرنگه (به لهستانی:  Szernie) یک روستا در جمهوری دوم لهستان است که در گمینا اورلا واقع شده‌است.